# Boris Kolker

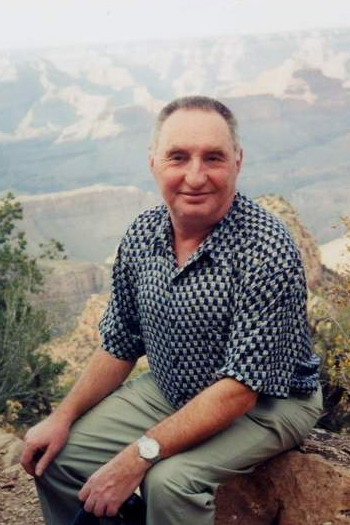
Boris Kolker

Boris Grigorevich Kolker (tiếng Nga: Борис Григорьевич Колкер, sinh ngày 15 tháng 7 năm 1939) là một giáo viên ngôn ngữ, dịch giả và là người hoạt động tích cực cho ngôn ngữ quốc tế Esperanto. Ông mang quốc tịch Liên Xô và Nga cho tới năm 1993, sau đó nhập quốc tịch Hoa Kỳ và cư trú tại đó. Năm 1962 ông tốt nghiệp Đại học Quốc gia Kichinev (Moldavia) trong lĩnh vực "Tiếng Nga và tiếng Pháp". Sau đó làm phiên dịch trong ba năm với các nhà kỹ thuật của công ty Pháp Renault. Ông lấy bằng Tiến sĩ ngôn ngữ học năm 1985 tại Viện Ngôn ngữ học thuộc Viện Hàn lâm Khoa học Liên Xô ở Moskva.
xxxxnhỏ|trái|upright=0.5|Boris Kolker năm 1958]]
Kolker đã học Esperanto năm 1957 và từ đó đã biên soạn nhiều bài về liên ngữ học, điểm sách và ba giáo trình nổi tiếng để học Esperanto cho các học viên các trình độ khác nhau. Tiếng tăm lừng lẫy của cuốn sách Vojaĝo en Esperanto-lando  (Du lịch qua xứ sở Esperanto), vừa là một giáo trình trình độ cao vừa là một cuốn sách về văn hóa Esperanto, khiến cuốn sách được khắp thế giới biết đến như một sách chỉ dẫn về xứ sở Esperanto.
Kolker là thành viên Viện Hàn lâm Esperanto, hội viên danh dự Hội Esperanto thế giới và cộng tác viên biên tập nguyệt san Monato. Trong 20 năm ông đã chủ trì một lớp học hàm thụ ở Nga đã có khoảng 900 người tốt nghiệp. Ông cũng đã từng giảng dạy ngôn ngữ tại các trường Đại học San Francisco và Hartford ở Hoa Kỳ.
Hiện nay ông chủ trì lớp hàm thụ quốc tế bồi dưỡng Esperanto và đảm nhiệm cương vị phó chủ tịch Ban chấm thi quốc tế của Hiệp hội các nhà giáo Esperanto (ILEI). Trong quá khứ, ông đã từng là thành viên của hội đồng quản trị của Hội Esperanto thế giới, và thành lập và chủ trì nhiều hội quốc gia Esperanto ở Liên Xô và Nga. Ông đã có một loạt các bài nói chuyện trong các Đại hội Esperanto thế giới và năm 2000, ông đã điều phối công việc xung quanh chủ đề của Đại hội Esperanto thế giới lần thứ 85 tại Tel Aviv.

### Luận án tiến sĩ
- Вклад русского языка в формирование и раэвитие эсперанто ( Sự đóng góp của tiếng Nga cho sự xuất hiện và phát triển của Esperanto). Moskva, Viện Hàn lâm Khoa học Liên Xô, Viện Ngôn ngữ học, 1985. Bản tóm tắt luận án tiến sĩ bằng tiếng Nga, 23 trang.

### Sách giáo khoa về ngôn ngữ
- Vojaĝo en Esperant-lando. Perfektiga kurso de Esperanto kaj Gvidlibro pri la Esperanto-kulturo. Lưu trữ ngày 19 tháng 5 năm 2009 tại Wayback Machine (Du lịch qua xứ sở Esperanto. Giáo trình bổ túc về Esperanto và Sách hướng dẫn về văn hóa Esperanto).
- Lernolibro de la lingvo Esperanto. Baza kurso (Sách học ngôn ngữ Esperanto. Trình độ sơ cấp).
- Esperanto en 16 tagoj. Ekspres-kurso (Esperanto học trong 16 ngày. Giáo trình cấp tốc).
- Internacia lingvo Esperanto. Plena lernolibro. Lưu trữ ngày 22 tháng 11 năm 2010 tại Wayback Machine